# 퍼시 킬브라이드

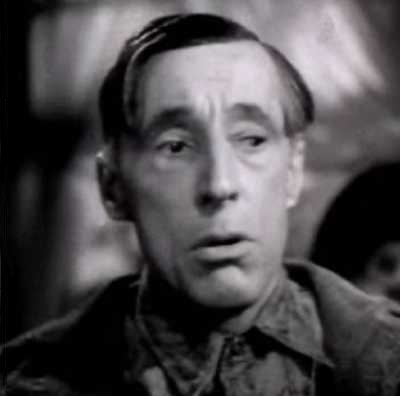

퍼시 킬브라이드(Percy Kilbride, 1888년 7월 16일 ~ 1964년 12월 11일)는 미국의 배우, 연극 배우, 텔레비전 배우이다.
샌프란시스코에서 태어났으며 로스앤젤레스에서 사망하였다.

## 영화
- 라이딩 하이 (1950년)
- 선 컴스 업 (1949년)
- 유 가터 스테이 해피 (1948년)
- 웰컴 스트레인저 (1947년)
- 애그 앤 아이 (1947년)
- 폴린 엔젤 (1945년)
- 쉬 우든트 세이 예스 (1945년) - 휘테커 판사 역
- 남쪽 사람 (1945년)
- 어느 박람회장에서 생긴 일 (1945년)
- 니커보커 홀리데이 (1944년)
- 게스트 인 더 하우스 (1944년)